# Лукта
Лукта (пол. Łukta, нім. Locken) — село в Польщі, у гміні Лукта Острудського повіту Вармінсько-Мазурського воєводства.
Населення — 1210 осіб (2011).

## Демографія
Демографічна структура станом на 31 березня 2011 року:
|          | Загалом | Допрацездатний вік | Працездатний вік | Постпрацездатний вік |
| -------- | ------- | ------------------ | ---------------- | -------------------- |
| Чоловіки | 595     | 122                | 430              | 43                   |
| Жінки    | 615     | 115                | 388              | 112                  |
| Разом    | 1210    | 237                | 818              | 155                  |